# 奧布拉皮
51°20′5″N 24°41′45″E / 51.33472°N 24.69583°E

奧布拉皮（烏克蘭語：Облапи），是烏克蘭的村落，位於該國西部沃倫州，由科韋利區負責管轄，始建於1502年，面積0.42平方公里，海拔高度167米，2001年人口916，人口密度每平方公里2,180.95人。